# Lijst van vlinders waarvan het wijfje niet kan vliegen

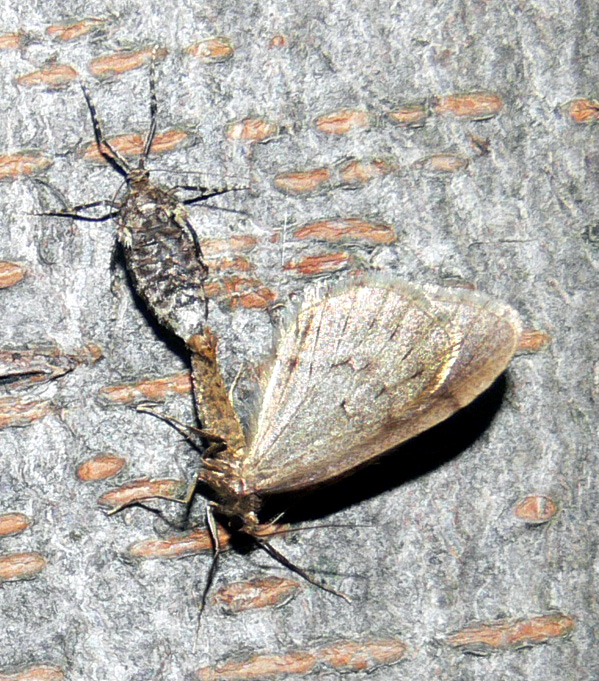
Paring van kleine wintervlinder

Een aantal vlinders heeft wijfjes die niet kunnen vliegen omdat ze geen of te ver gedegenereerde vleugels hebben. De mannetjes kunnen wel vliegen, een bijzondere vorm van seksuele dimorfie. In veel gevallen kunnen zij zich verplaatsen naar nieuwe waardplanten door of te lopen, of ze worden meegesleept door het mannetje tijdens de paring.
De volgende vlinders met niet vliegende wijfjes zijn te vinden op Wikipedia:
- Berkenwintervlinder
- Chondrostega vandalicia
- Gewone zakdrager
- Graszakdrager
- Grote voorjaarsspanner
- Grote wintervlinder
- Heidewitvlakvlinder
- Hoekstipvlinder
- Hoornzakdrager
- Kleine reuzenzakdrager
- Kleine voorjaarsspanner
- Kleine wintervlinder
- Kustzakdrager
- Late meidoornspanner
- Lycia lapponaria
- Lymantria antennata
- Lymantria detersa
- Macaria loricaria
- Malacodea regelaria
- Meidoornspanner
- Najaarsbode
- Najaarsboomspanner
- Najaarsspanner
- Perentak
- Pharmacis pyrenaicus
- Pluimzakdrager
- Rouwrandspanner
- Sigaarzakdrager
- Voorjaarsboomspanner (en het hele geslacht Alsophila)
- Voorjaarskortvleugelmot
- Voorjaarsspanner
- Witvlakvlinder
- Wollige kortvleugelmot

Van de op Marioneiland voorkomende soort Pringleophaga marioni kunnen het mannetje en het vrouwtje allebei niet vliegen.